# پارک ملی ارچیپلاگو توسکانو
پارک ملی ارچیپلاگو توسکانو (به ایتالیایی: Parco nazionale dell'Arcipelago Toscano) یک پارک ملی و منطقه حفاظت‌شده در ایتالیا است که در Tuscan Archipelago واقع شده‌است.